# 小倉神社 (大山崎町)

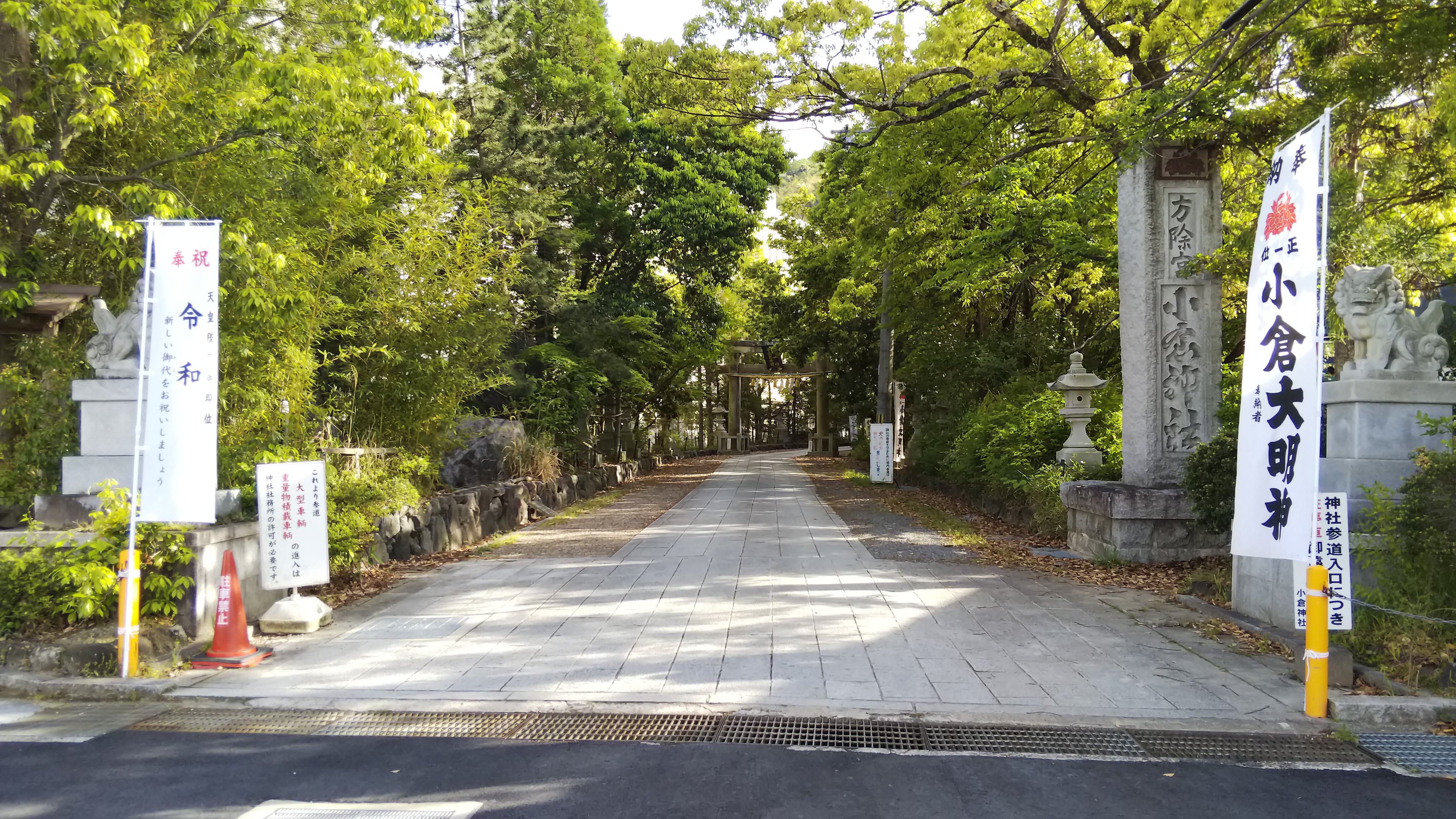
境内入口

小倉神社（おぐらじんじゃ）は京都府乙訓郡大山崎町円明寺鳥居前にある神社。式内大社で、旧社格は郷社。

## 祭神
- 武甕槌神
- 斎主神
- 天児屋命
- 比売大神

## 歴史
社伝によると、養老2年（718年）の創建とされる。平安遷都の際には、御所の鬼門除けとして祈願され、嘉祥3年（850年）に正一位の神階を賜ったというが、同時期の事蹟を記した『日本文徳天皇実録』には記載がない。『延喜式』神名帳においては「山城国乙訓郡 小倉神社 大 月次新嘗」と記されている。
安土桃山時代では山崎の戦いの際、豊臣秀吉が家臣の片桐且元、脇坂安治を遣わし戦勝を祈願した。そして勝利したとして、毎年米三千俵を寄進したといい、江戸時代には江戸幕府より山地二十余町歩を寄進したといわれ、明治維新までの旧境内地は六万坪余にのぼった。
明治6年（1873年）に村社、明治16年（1883年）には郷社に列格した。

## 境内

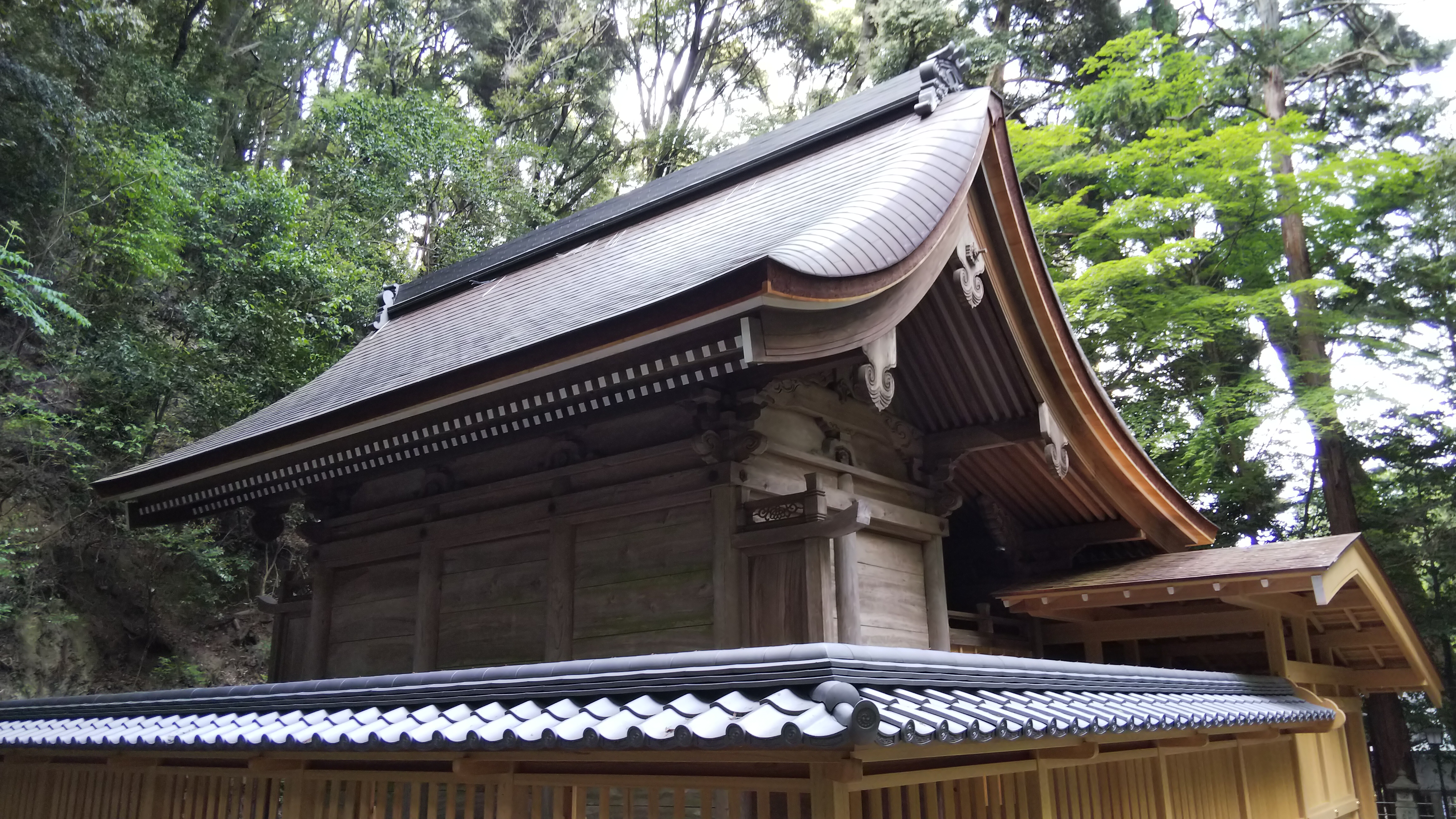
本殿
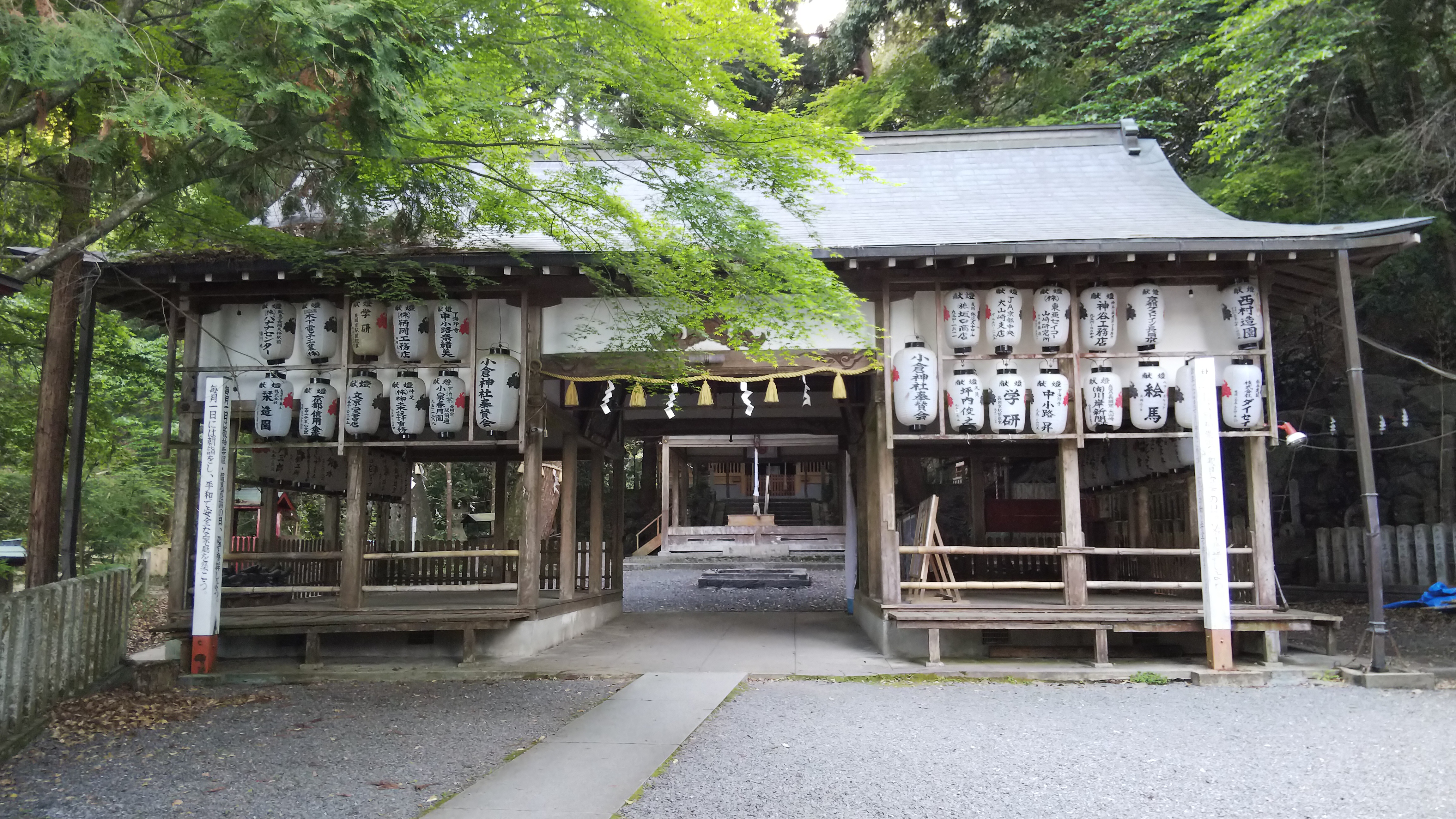
割拝殿
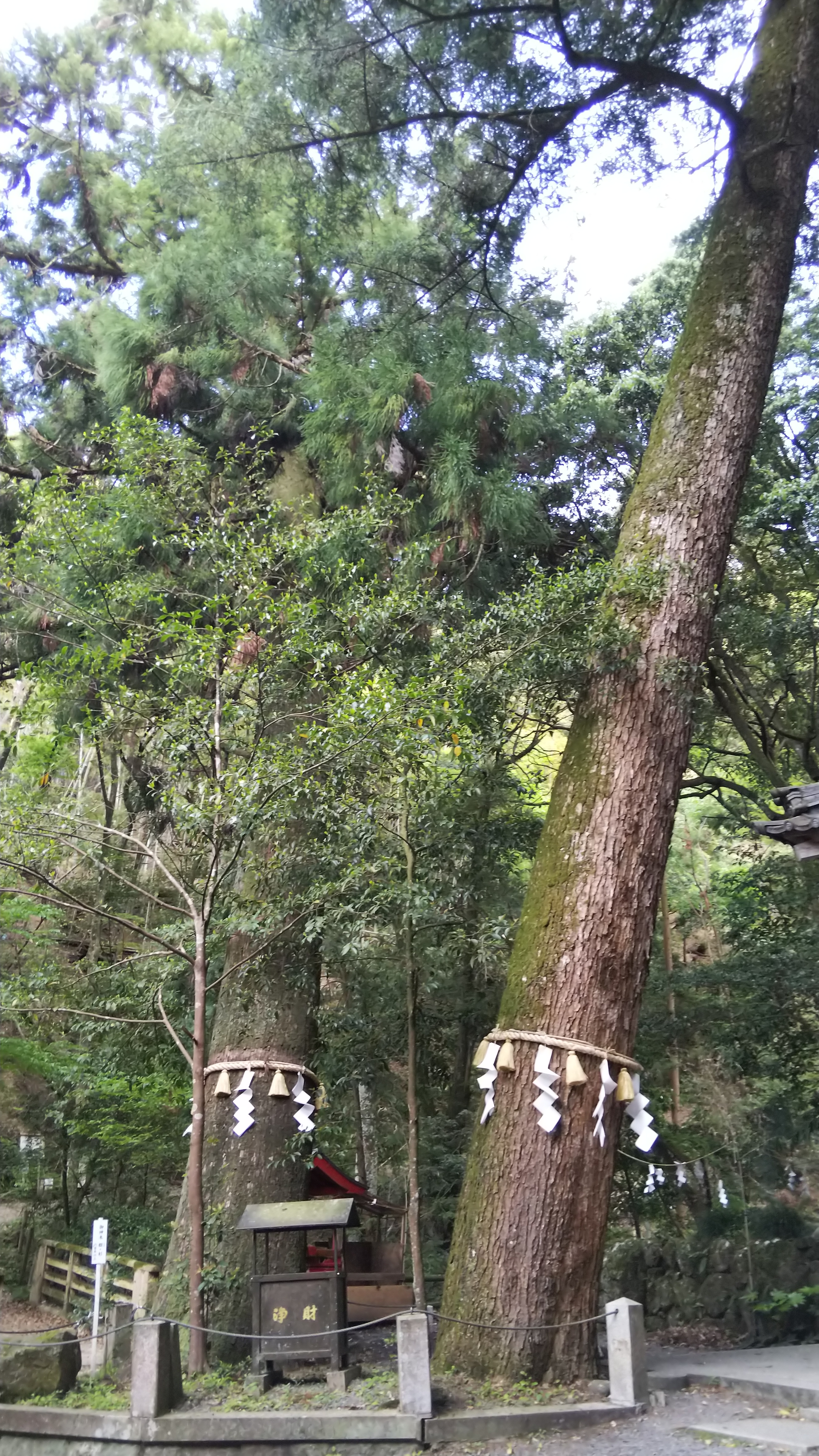
御神木
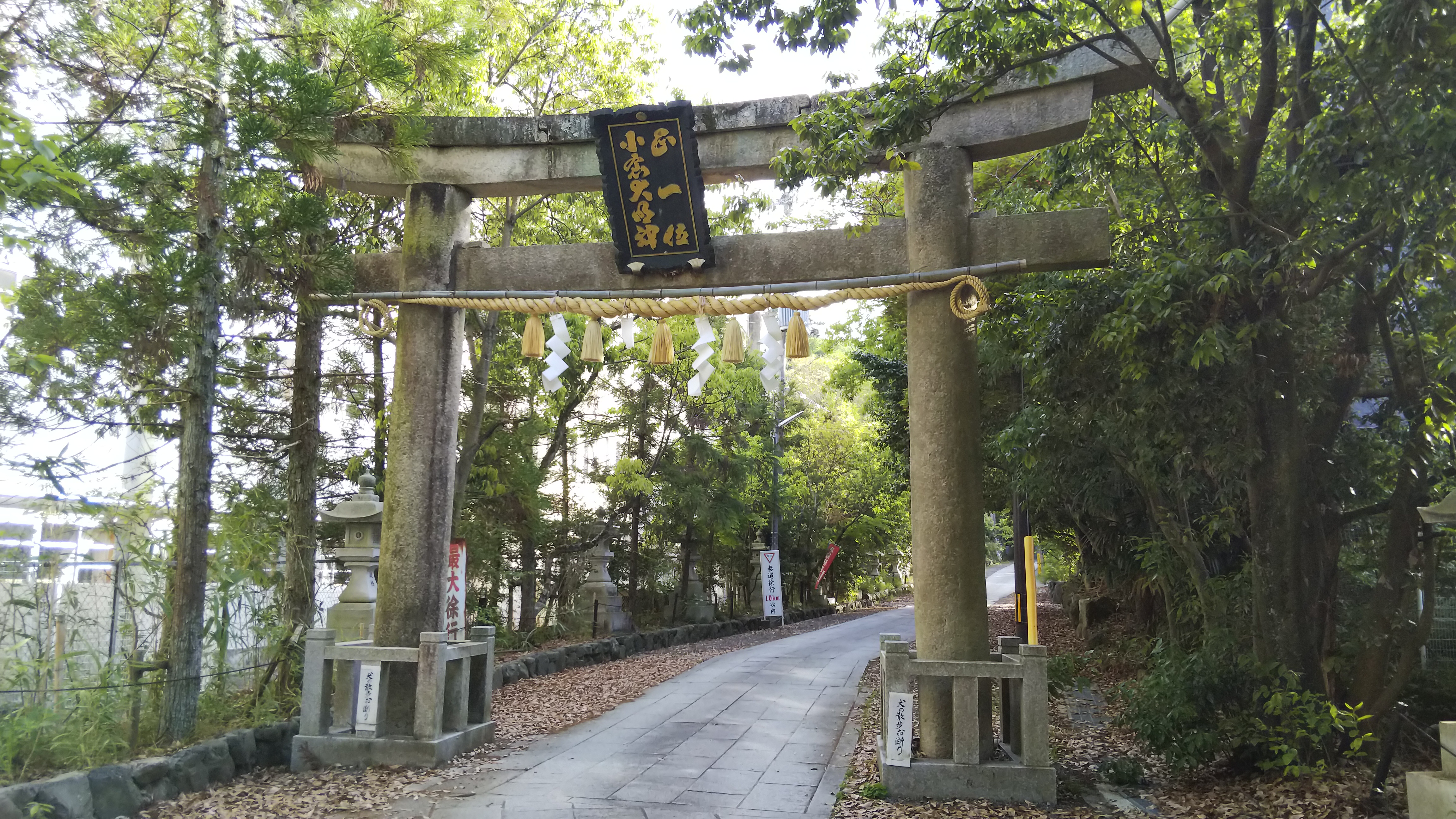
一の鳥居

## 交通アクセス
- 阪急京都本線 西山天王山駅から西へ徒歩約15分。
- 阪急バス 第二大山崎小学校前バス停から徒歩約6分。